# 黃瑞麒
黃瑞麒（?—?），湖南善化人，光绪三十年（1904年）进士登第，授翰林院庶吉士。后担任都察院御史，并于光绪三十四年奏请开办“京师女子师范学堂”。中华民国成立后，于民国三年（1914年）二月出任福建省闽海关监督，翌年九月离职。